# Brian McArdle
Brian McArdle (* 9. April 1911; † 1. August 2002) war ein britischer Arzt und Neurowissenschaftler.
Er beschrieb u. a. 1951 erstmals die später auch nach ihm benannte Krankheit (Morbus McArdle).